# Eitel Federico V de Hohenzollern-Hechingen
Eitel Federico V de Hohenzollern-Hechingen (en alemán Eitel Friedrich von Hohenzollern-Hechingen; enero de 1601 - 11 de julio de 1661, Issenheim) fue el príncipe reinante de Hohenzollern-Hechingen de 1623 a 1661. Sucedió a su padre Juan Jorge de Hohenzollern-Hechingen.

## Biografía
Era el mayor de los hijos sobrevivientes del Príncipe Juan Jorge de Hohenzollern-Hechingen (1577-1623) y Francisca de Salm (m. 1619). Conforme a la voluntad de su padre, recibió una ordenada educación e instrucción completa que le condujo a seguir estudios en las universidades de Viena e Ingolstadt. Comenzó su carrera militar en calidad de primer coronel del emperador Fernando II y participó activamente en la Guerra de los Treinta Años. Fiel a su fe católica, sostuvo a los Habsburgo. El castillo de Hechingen, feudo católico estratégico rodeado de vecinos protestantes, fue asediado por los suecos y los Wurtemburgueses. El castillo fue retomado por los ejércitos imperiales en 1635. Los austriacos lo ocuparon hasta 1798, mediante el pago de una renta anual de 5000 florines.

### Matrimonio e hijos
Eitel Federico V de Hohenzollern-Hechingen contrajo matrimonio en Bautershen el 19 de marzo de 1630 con María Isabel, Condesa de Berg (Stevensweert, enero de 1613 - Berg-op-Zoom, 29 de octubre de 1671), hija de Enrique de Bergh y Marguerita de Witthem.
De esta unión nacieron dos hijos:
- un niño nacido muerto (Hedel, 8 de abril de 1632)
- Francisca de Hohenzollern-Hechingen (1642 - Berg-op-Zoom, 17 de octubre de 1698), despoó en Berg-op-Zoom en mayo de 1662 a Federico Mauricio de la Tour, Conde de Auvergne (1642-1707) al que dio trece hijos.

Muerto sin hijos varones supervivientes, fue sucedido por su hermano cadete Felipe Cristóbal Federico de Hohenzollern-Hechingen.